# Ca' degli Uberti
Ca' degli Uberti è un edificio storico situato in Piazza Sordello a Mantova, incastonato tra il Palazzo Bonacolsi e il Palazzo Vescovile.

## Storia e descrizione

Stemma Uberti

L'edificio tardogotico venne costruito tra il XIII e il XIV secolo e al suo interno accoglie sale e soffitti decorati.
Fu la dimora signorile della famiglia fiorentina degli Uberti, il cui ramo si stabilì, agli inizi del XIV secolo, anche a Mantova.
Ca' degli Uberti è di proprietà privata e viene utilizzata per eventi.